# Лута ливре
Лута ливре (португ. слободна борба) је једна бразилска борилачка вештина налик рвању и џудо.
Међутим, лута ливре обухвата и ударање (руке, ноге, колена, лакати) и произашо је из бразилског вале тудо (вале = иде, тудо = све, то јест борење без правила). У лута ливре разликује се између лута ливре еспортива и лута ливре вале тудо. Лута ливре еспортива је спортско такмичење у коме нису дозвољени ударци, лута ливре вале тудо обухвата технике за слободне борбе, freefights, овде су дозвољени ударци. Заједно са бразилским џијуџицу и капоера броји су најзнаменитије борилачке вештине/спортове из Бразила, са бразилским џијуџицу повезује га скоро цео један век старо ривалство и учествовање у такмичења слободних борења (Vale Tudo, Ultimate fight, Free fight).